# 山﨑加奈
山﨑 加奈（やまざき かな、1996年7月24日 - ）は、セント・フォース所属のフリーアナウンサー。

## 来歴
埼玉県出身。西武学園文理高等学校、立教大学法学部法学科卒業。
大学在学時には学内の放送研究会に所属し、会員たちと逗子・葉山コミュニティ放送（湘南ビーチFM）の番組制作に携わった。また、学内では学園祭のステージMCを務めた。
大学を卒業後、2019年4月に静岡放送に入社し、同局のアナウンサーになる。
特技「けん玉」。好きなもの「アイドル(King & Prince)」。座右の銘「考える前に即行動!」。
鉄崎幹人（『鉄崎幹人のWASABI』パーソナリティ）と音楽ユニット「テツカナ」を組み、2020年12月1日「SBSラジオパーク2020 ONLINE」特設サイトにて「港の見える丘」を100枚限定リリース。
2022年12月14日放送の『鉄崎幹人のWASABI』内にて結婚、入籍を発表。
2024年2月15日、『鉄崎幹人のWASABI』内にて、今月末でWASABI卒業、静岡放送（SBS）を退社する旨を発表。
2024年2月22日放送の『THE TIME,』に中継リポーターとして出演した際に、「同月末で静岡放送を退職するため、番組を降板する」ことを発表した。今後の進路については「喋りの仕事を続けたい」としてフリー転向の意思を示している。
2025年7月1日付けでTBS NEWSメンバーリストから削除される。事実上の卒業となる。
6月30日を以て、本人からの卒業挨拶も行われないままTBS NEWSは、事実上の卒業した形となる。

## 担当番組

### 過去
- 聴くディラン - 金曜パートナー[10]（2019年10月4日 - 2020年3月27日）
- お買い物いいね! - 司会 （2021年3月30日 - 2021年9月21日）
- ゴゴスマ -GO GO!Smile!- - 第2回ダレなんサ〜大賞（2021年11月3日）
- ORANGE - 水曜・木曜ニュースキャスター[11]→木曜MC（2019年10月 - 2022年3月31日）
- THE TIME, -『列島リアルタイム中継リポーター』 静岡中継担当（TBSテレビ、2021年9月26日、10月1日 - 2024年2月22日）
- みなスポ（2020年9月17日 - 2024年2月24日）
- 鉄崎幹人のWASABI - 水曜・木曜パートナー（2020年4月1日 - 2024年2月29日 ）
- 静岡新聞ニュース
- TBS NEWS - TBS NEWS キャスター[12]